# Vysokoškolský soubor lidových písní a tanců Poľana Brno
Vysokoškolský soubor lidových písní a tanců Poľana z Brna (VSĽPT Poľana) působí jako občanské sdružení za finanční podpory statutárního města Brna. Soubor byl založen v roce 1949 skupinou slovenských studentů, od počátku vzniku bylo hlavním cílem souboru udržovat a zpracovávat slovenské folklórní tradice. Za svoji více než 60letou existenci se členy souboru stávali a stávají především studenti brněnských vysokých škol, které spojuje zájem o slovenskou lidovou hudbu, tanec a zpěv.